# Luciano Mularoni
Luciano Mularoni (San Marino, 31 agosto 1971) è un allenatore di calcio ed ex calciatore sammarinese, di ruolo centrocampista, vice allenatore della SPAL.

## Carriera

### Club
Durante la sua carriera ha giocato con Real Montecchio, San Marino e Juvenes/Dogana.

### Nazionale
Conta 5 presenze con la nazionale sammarinese.

## Palmarès

### Giocatore

#### Club
- Eccellenza: 1

San Marino: 1992-1993 (girone B)